# Anomala biharensis
Anomala biharensis – gatunek chrząszcza z rodziny poświętnikowatych, podrodziny rutelowatych i plemienia Anomalini.

## Taksonomia
Gatunek ten został opisany w 1917 roku przez Gilberta Johna Arrowa.

## Opis
Ciało długości od 12 do 15 mm i szerokości od 7 do 8 mm, w obrysie umiarkowanie wydłużone, gładkie i błyszczące. Ubarwienie jasnoceglastożółte z brązowymi końcówkami goleni, stopami, krawędziami nadustka, przedpleczem, tarczką i pokrywami, a u samic także głową. Głowa z przodu gęsto i delikatnie punktowana, o dużych oczach i małym nadustku. Przednia krawędź nadustka prawie prosta, a jego powierzchnia gęsto i pomarszczenie punktowana. Golenie odnóży przednich trójzębne. Przednie kąty przedplecza ostre, tylne bardzo tępe, boki zaokrąglone, powierzchnia delikatnie pokryta dość gęsto rozmieszczonymi punktami, a nasada delikatnie obrzeżona. Rzędy na pokrywach niezbyt mocno wgłębione, delikatnie punktowane, obecne w liczbie siedmiu na każdej. Drugie rzędy przerwane u nasady. Kąty przyszwowe pokryw zaokrąglone. Głębokie i raczej pomarszczone punkty obecne na pygidium.

## Rozprzestrzenienie
Chrząszcz orientalny, endemiczny dla subkontynentu indyjskiego, gdzie znany jest z indyjskich stanów Arunachal Pradesh, Bengal Zachodni, Bihar, Hariana, Karnataka, Madhya Pradesh, Maharasztra, Sikkim, Tamilnadu, Uttar Pradesh i Uttarakhand oraz z Nepalu. W środkowo-indyjskim Achanakmar-Amarkantak Biosphere Reserve należy do najmniej licznych Scarabaeidae pleurosticti.

## Znaczenie gospodarcze
Pędraki tego owada mogą wyrządzać szkody w uprawach pochrzynu (Dioscorea) i manioku (Manihot). Osobniki dorosłe ogryzają liście roślin owocowych i ozdobnych.